# Бунраку (фильм)
«Бунра́ку» (англ. Bunraku) — американский приключенческий боевик 2010 года о боевых искусствах, написанный и снятый режиссёром Гаем Моше по рассказу Боаза Дэвидсона. В фильме, повествующем о молодом бродяге и его стремлении отомстить, снялись Джош Хартнетт, Деми Мур, Вуди Харрельсон, Рон Перлман, Кевин Маккидд и Гакт.

## Сюжет
После крупного глобального конфликта, приведшего к неисчислимому количеству смертей и разрушений, оружие объявлено вне закона. Несмотря на то, что огнестрельного оружия больше нет, люди по-прежнему продолжают сражаться и убивать друг друга, только теперь они используют либо холодное оружие, либо голые кулаки.
В этом новом мире, Никола «Дровосек» — самый могущественный человек к востоку от Атлантики, криминальный авторитет, правящий своей территорией жестокими методами, с помощью своих девяти элитных убийц, своей правой рукой, Киллером № 2, бессердечным, красноречивым убийцей в красной шляпе и вооруженным смертоносной тростью, любовницей Александрой, роковой женщиной с тайным прошлым. Горожане живут в страхе перед бандой Николы и ждут героя, который сможет его свергнуть.
Однажды ночью, в «Салун всадника без лошадей» входит таинственный Скиталец и разговаривает с барменом, прося две вещи: рюмку виски и игру в карты. Он узнаёт, что единственное место в городе, где есть обе вещи — бар «Русская рулетка», который контролируется Николой и принимает только богатых игроков. Позже, в тот бар входит ещё один незнакомец, одинокий самурай по имени Йоши, приехавший в город, чтобы исполнить предсмертное желание своего отца и вернуть потерянный медальон, украденный из их деревни. Эти двое незнакомца объединяют усилия, чтобы свергнуть коррумпированное правление Николы.
После череды ссор, в результате которых Скиталец и Йоши ранят нескольких полицейских, а также многих головорезов Николы, Киллер № 2 убивает дядю Йоши и похищает его двоюродную сестру Момоко для работы в борделе Николы. В отместку, пара объединяется с Барменом и целой армией борцов за свободу, чтобы вторгнуться во дворец Николы. Когда Бармен спасает Момоко, он ненадолго воссоединяется со своей давно потерянной любовью Александрой только для того, чтобы она трагически погибла среди падающих обломков горящего публичного дома.
В неравной схватке, они одерживают победу над убийцами Николы, и в финале, Йоши противостоит Киллеру № 2, в то время как Скиталец на смерть бьётся с Николой. Одержав в итоге над ним верх и стоя над своим павшим врагом, Скиталец раскрывает правду умирающему Николе, объясняя, что его настоящим мотивом для прихода сюда было отомстить за своего отца, которого Никола когда-то тайно и подло убил.
Когда правление «Дровосека» и его банды наконец подошло к концу, а Йоши вернул медальон своего клана, пути героев расходятся, надеясь снова когда-нибудь встретиться друг с другом.

## В ролях
- Джош Хартнетт — скиталец
- Гакт — Йоши
- Вуди Харрельсон — бармен
- Кевин Маккидд — киллер № 2
- Рон Перлман — Никола «Дровосек»
- Деми Мур — Александра
- Жорди Молья — Валентин
- Эмили Кайхо — Момоко
- Шун Сугата — Дядя, дядя Йоши
- Майк Паттон — рассказчик
- Марк Иванир — Эдди

## Создание
Название Бунраку происходит от 400-летней формы японского кукольного театра, стиля повествования, в котором используются куклы высотой 1,2 м с тщательно проработанными головами, каждая из которых управляется несколькими кукловодами, которые сливаются с фоном одежды, как чёрные мантии и капюшоны.
Классическая сказка переосмыслена в мире, в котором искаженная реальность смешивается с теневой фантазией. Его темы во многом основаны на самурайских и западных фильмах.
Премьера Бунраку состоялась как официальный выбор в категории «Полуночное безумие» на Международном кинофестивале в Торонто в 2010 году в Канаде. Ограниченный театральный релиз был намечен на сентябрь 2011 года.